# Шота Іаташвілі
Шота Іаташвілі — грузинський поет, прозаїк, перекладач, мистецтвознавець. 

## З біографії
Народився у м. Баку 1966 року. Автор збірок поезії, оповідань, роману, перекладів російських та американських поетів, есеїстики.
Учасник багатьох міжнародних фестивалів у Грузії, Росії, Україні, Азербайджані, Румунії, Франції, Голландії. Лауреат премій «Саба» (2007) та «Київські Лаври» (2009).
Очолює видавництво та літературний журнал «Альтернатива» в Центрі культурних взаємозв’язків Грузії «Кавказький дім» (Тбілісі).

## Переклади
Українською його вірші опубліковані в журналі "Всесвіт" в перекладах Сергія Лазо. Твори письменника перекладено також азербайджанською, албанською, англійською, вірменською, нідерландською, німецькою, португальською, російською, румунською, французькою мовами.
Українською вірші поета видано у журналі «Шо» та включено до збірки «Олівець у землі» («Крок», 2016) у перекладі Олени Мордовіної.